# Bad Ragaz
Bad Ragaz (do 1937 Ragaz) – miejscowość i gmina uzdrowiskowa we wschodniej Szwajcarii, w kantonie St. Gallen, w okręgu Sarganserland. Leży nad rzeką Taminą. Gmina znana z powodu ciepłych źródeł, centrum sportów zimowych.

## Demografia
W Bad Ragaz mieszka 6 538 osób. W 2021 roku 29,6% populacji gminy stanowiły osoby urodzone poza Szwajcarią. 

## Transport
Przez teren miasta przebiegają autostrada A13 oraz drogi główne nr 3, nr 13 i nr 449.
Znajduje się tutaj również lotnisko Bad Ragaz (ICAO: LSZE).